# Hideo Satō
Hideo Satō (jap. 佐藤英夫 Satō Hideo) - japoński dyplomata i urzędnik.
Pracę w MSZ rozpoczął w maju 1982. Od września 2002 do sierpnia 2004 był radcą ambasady w Izraelu. Następnie (sierpień 2005 - luty 2008) pełnił funkcję dyrektora wydziału Bliskiego Wschodu w Biurze ds. Afryki i Bliskiego Wschodu. W marcu 2008 mianowano go ambasadorem w Afganistanie. Funkcję tę pełnił do sierpnia 2009. Miesiąc później objął kierownictwo japońskiej placówki w Bahrajnie.